# Antonio María Claret
Antonio María Claret y Clará (Sallent de Llobregat, 23 de diciembre de 1807-Abadía de Fontfroide, 24 de octubre de 1870) fue un religioso español, misionero apostólico en Cataluña y Canarias (1840-1850), arzobispo de Santiago de Cuba (1850-1859) y confesor de la reina Isabel II de España (1857-1869); además de fundador de los Misioneros Hijos del Inmaculado Corazón de María (1849) y de la Congregación de las Religiosas de María Inmaculada Misioneras Claretianas (1855). Fue presidente del Monasterio de El Escorial (1859-1868), donde fundó una comunidad de eclesiásticos, un seminario y un colegio de segunda enseñanza. En 1860 fue preconizado arzobispo titular de Trajanópolis. Participó del Concilio Vaticano I (1869-1870). Murió en el exilio en la abadía cisterciense de Fontfroide (Francia). Fue beatificado en 1934 y canonizado en 1950.

## Biografía

### Infancia y adolescencia

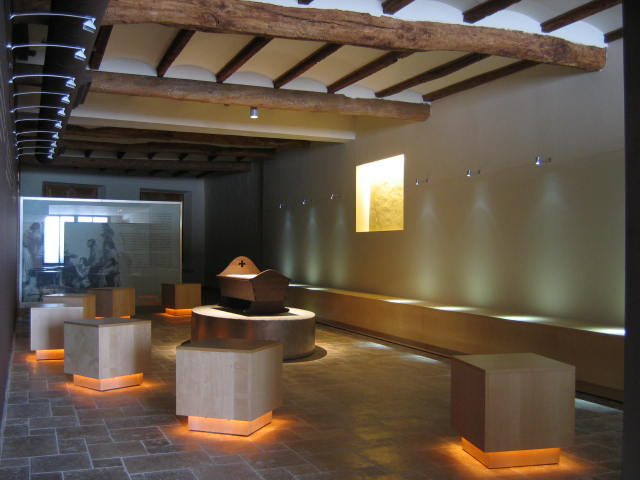
Habitación en la que nació San Antonio María Claret, en Sallent.

Nació en el número 4 de la calle del Cos de la localidad barcelonesa de Sallent de Llobregat el 23 de diciembre de 1807. Sus padres fueron Juan Claret Xambó y Josefa Clará Rodoreda. Fue bautizado en Navidad en la parroquia de Santa María de Sallent con el nombre de Antonio Adjutorio Juan. Fue el quinto de once hermanos, de los que solo cinco llegaron a edad adulta. Sus familia era muy religiosa. Su padre tenía unos talleres textiles donde trabajaban la familia y algunos obreros.
Durante la Guerra de la Independencia, entre 1808 y 1814, los soldados napoleónicos frecuentaron la villa y sus alrededores. En las cercanías, los franceses incendiaron en dos ocasiones Manresa y una Calders. Sallent envió al combate a un grupo de somatenes capitaneados por el anciano párroco Antoni Toll, y tras su muerte, por el coadjutor que había bautizado a Antonio, Raimón Mas.
El 11 de junio de 1814 la familia se trasladó al número 1 de la calle Grande. Por aquel entonces la empresa familiar prosperó y se engrandeció. El 12 de diciembre de ese mismo año recibió la confirmación.

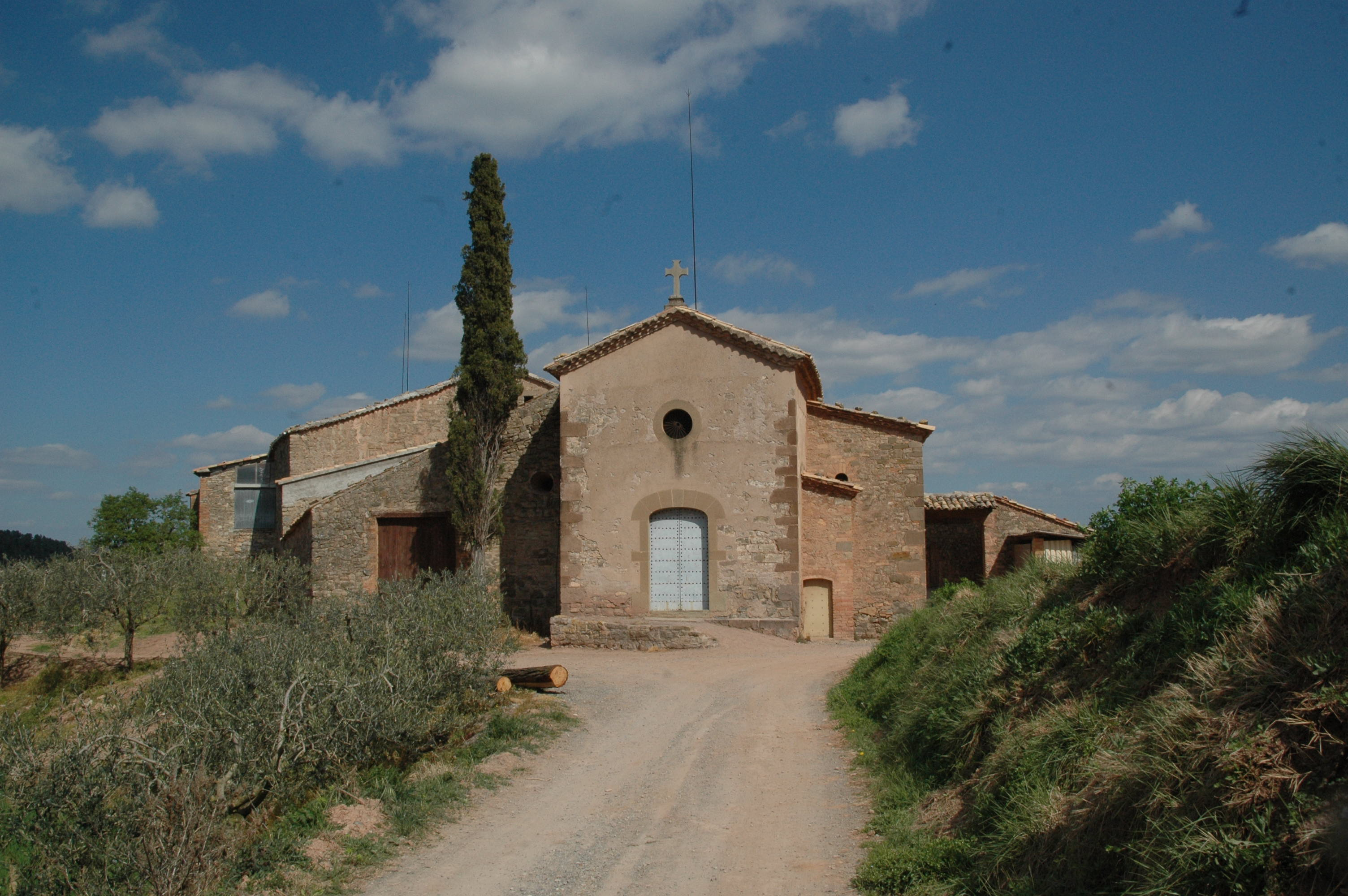
Santuario de Nuestra Señora de Fussimanya, en Sallent. Este era un lugar de peregrinación habitual del joven Antonio.

Antonio tuvo como primer maestro a Antonio Pascual, bachiller por Cervera, que era también hombre religioso. Este le enseñó el catecismo. Tras esto, dieron el «Compendio histórico de la religión desde la creación del mundo hasta el estado presente de la Iglesia». El niño aprendió él solo a rezar el rosario con un librito que encontró. Posteriormente, leyó los libros «El Bon Día y la Bona Nit» y «Finezas de Jesús Sacramentado para con los hombres e ingratitudes de los hombres para con Jesús Sacramentado», este último escrito por el carmelita portugués Juan José de Santa Teresa.
Hizo la primera comunión en 1817. Desde entonces comulgaba con toda la frecuencia que le era posible. Su fervor religioso se intensificó entre 1819 y 1820.
Siendo niño deseó ser sacerdote. Con este fin, en 1817 sus padres le pusieron a estudiar latín con Joan Riera en una preceptoría de latinidad que existía en Sallent. Riera murió en 1818, cuando Antonio solamente había aprendido las primeras declinaciones y conjugaciones. Su padre, al no ver otra posibilidad para su hijo, se lo llevó como empleado a sus telares, donde estuvo trabajando toda su adolescencia.
Entre 1823 y 1825 le dio clases el notario de la villa, Joan Camp.

### Juventud
En el verano de 1825 se trasladó a Barcelona con el propósito de mejorar sus habilidades para el trabajo textil. Trabajó en una fábrica de tejidos y estudió dibujo y gramática castellana y francesa en la escuela de la Real Junta de Comercio en La Lonja del Mar. Algunas experiencias humanas y religiosas le hicieron replantearse su vida.
Estando en la playa de la Barceloneta una ola lo arrastró mar adentro. Invocó a la Virgen y pasó a estar de nuevo en la orilla con la ropa seca. Otro día fue a visitar a un amigo, que estaba ausente, y la dueña de la casa intentó seducirle con palabras y gestos. Antonio se escabulló y la mujer, despechada, salió al balcón a decir que él le había insultado. En otra ocasión, se juntó con una persona para echar lotería, pero este se volvió un ludópata que le robó a él y a una señora para invertirlo, y perderlo, en el juego. Finalmente, su amigo fue condenado a dos años de cárcel y él se sintió mal por el hecho de que le pudieran considerar cómplice de aquel sujeto.
Aconsejado por un sacerdote oratoriano, decidió cambiar de vida. Tomó la drástica decisión de hacerse cartujo. Para ello, retomó sus estudios de latín. Primero le dio clases particulares un sacerdote llamado Tomás, que falleció poco después, y tras esto recibió clases en la preceptoría de Francesc de Paula Mas y Artigas.
A raíz de contactos familiares, el obispo de Vich, Pablo de Jesús Corcuera, se enteró de la vocación de Antonio y quiso conocerle. Antonio salió de Barcelona rumbo a Sallent en septiembre de 1829, donde iba a pasar unas semanas con su familia, y luego marchó a Vic, donde él y su padre fueron recibidos por el obispo el 30 de septiembre.

### Seminarista
Entró como seminarista en octubre de 1829. Vivía, como seminarista externo, con el sacerdote Fortià Bres, mayordomo del obispo. En el palacio arzobispal había una biblioteca frecuentada por Antonio y por el filósofo y teólogo Jaime Balmes. A Antonio le interesaba sobre todo aprender latín, lo cual era necesario para entrar en la cartuja. Escogió como director espiritual al oratoriano Pere Bac. Antonio comenzó a confesarse con él y a comulgar todas las semanas. Advirtiendo su madurez, Bac le hizo comulgar cuatro veces por semana, algo no muy común en aquel entonces, y confesarse dos veces por semana. Todos los días tenía media hora de oración mental y hacía visitas al Santísimo en la iglesia de los dominicos. Además de los ayunos y abstinencias de precepto, se ponía tres días por semana el cilicio. También tenía una gran devoción por la Virgen.
A fines de junio llegaron los exámenes y Antonio los aprobó. Tras esto se dirigió a la cartuja de Montealegre (Barcelona) con dos cartas de Bac, una para el prior y otra para un monje amigo. Por el camino, se produjo una borrasca, que sembró dudas en él. Pensó que tal vez no era voluntad de Dios que fuese cartujo y regresó a Vic para continuar como seminarista. El obispo Corcuera recomendó a partir de 1830 que los seminaristas leyesen la Biblia a diario y Antonio siguió esta costumbre.
A comienzos de 1831 Antonio se vio fuertemente tentado contra la castidad. Entonces tuvo una visión de una mujer, que él entendió que era la Virgen, con una corona y escuchó "Antonio, esta corona será tuya, si vences". La tentación desapareció y la Virgen le puso la corona a un niño arrodillado a sus pies. También vio como un ejército se replegaba después de una batalla. Tras esto, su apetito sexual prácticamente desapareció.
En 1831 fue admitido en la Congregación de la Purísima Concepción y San Luis, fundada por Corcuera en 1826. A finales del mismo año ingresó en la laus perennis del Sagrado Corazón, establecida en la iglesia de los jesuitas de Manresa. En 1833 ingresó en la Orden Tercera Servita y se hizo de la Cofradía del Rosario. En 1834 entró también en una asociación del Sagrado Corazón de Jesús.
El obispo Corcuera tenía tan buen concepto de Antonio que quiso darle los sagrados órdenes cuando estaba a la mitad del estudio de Teología.
El 2 de febrero de 1832 recibió la tonsura, lo que le hacía entrar en el clero. Esto fue parejo a la obligación de atender oficios religiosos en Sallent en Navidad, Semana Santa y verano. El 21 de diciembre de 1833 el seminarista recibió las cuatro órdenes menores. El 24 de mayo de 1834 fue ordenado subdiácono, en la misma ceremonia en que Jaime Balmes recibió el diaconado. El 20 de diciembre de 1834 Antonio fue nombrado diácono.

### Sacerdote
El 13 de junio, Día de San Antonio, de 1835 fue ordenado sacerdote en la capilla del Palacio Episcopal de Solsona por el obispo Juan José de Tejada y Sáenz. No pudo ordenarle Corcuera porque estaba postrado por la enfermedad que lo llevaría a fallecer el 3 de julio.
Dio su primera misa en la parroquia de Santa María de Sallent el 21 de junio, día de San Luis, en un acto multitudinario al que también asistió su familia.
Antonio regresó a Vich, por faltarle entonces cuatro cursos para terminar sus estudios, pero las revueltas entre isabelinos y carlistas obligaron a cerrar el seminario. La curia de Vich le nombró coadjutor de la parroquia de Sallent, encargándole que hiciera privadamente los estudios que le faltaban asistiendo a las conferencias del clero local. El certificado de estudios firmado por el secretario del seminario en 1839 atestigua que el santo llegó a terminar los cursos que le faltaban.
El vicario de la diócesis de Vich, que se encontraba sede vacante, le puso a cargo de la parroquia de Sallent el 29 de octubre de 1837 como ecónomo.
En esos años fue descubriendo que su vocación no era el cargo parroquial, sino la predicación misionera. Ante las dificultades para predicar misiones en Cataluña, sumida entonces en los enfrentamientos de la primera guerra carlista, decidió ir a Roma para ofrecerse como misionero de la Propaganda Fide. Fue a Vich a hablar con el vicario y renunció a su parroquia el 30 de junio de 1839.
Se dirigió a Barcelona para solicitar el pase (actual pasaporte) pero las autoridades, en contexto bélico, se lo denegaron. Se dirigió a Olost, donde su hermano José tenía una fábrica. Luego fue a la Tría de Perafita a hablar con el oratoriano Matavera, que le animó a seguir con sus propósitos. Luego regresó a casa de José. Gracias a los contactos de este hermano, consiguió un pase para viajar por el interior de España y un certificado, con fecha del 13 de septiembre de 1839, que explicaba que no era un sacerdote metido en asuntos políticos y que viajaba a Roma por motivos religiosos. Estuvo esperando a un seminarista que iba a ordenarse en Roma, pero finalmente no se presentó. Se dirigió a Palmerola —hoy en día parte del municipio de Las Llosas— y pasó la noche en Castellar de Nuch. Luego llegó a San Cristóbal de Tosas. En los Pirineos fue atracado por un grupo de ladrones que, al ver que no tenían mucho que sacarle, no pusieron los medios para evitar su huida. Ya en Francia, pasó por Osséja y Prades y llegó a Perpiñán, donde las autoridades francesas le dieron un pase que le permitía llegar hasta Roma. Luego, siempre a pie, pasó por Montpellier y Nimes hasta Marsella. Allí un hombre muy religioso le buscó alojamiento los cinco días que estuvo en la ciudad y le acompañó en su visita a las iglesias locales. Luego se embarcó en el vapor «Tancréde» rumbo a Civitavecchia. Allí encontró a un grupo de diez benedictinos (obligados a abandonar su monasterio tras el Pacto de Vergara) y al seminarista, que había sido atracado por unos ladrones.
Llegó a la Ciudad Eterna el 6 de octubre de 1839. Traía una carta de presentación para el franciscano Francisco Villardell, recién nombrado vicario apostólico de Monte Líbano, pero, cuando llegó Claret, este ya había marchado a su destino. Decidió entonces presentarse al cardenal Franzoni, precepto de Propaganda Fide, pero se encontraba en el campo. Decidió aprovechar los días que tenía libres para hacer Ejercicios Espirituales en la Iglesia del Gesù bajo la dirección de un jesuita, quien le sugirió ingresar en la Compañía de Jesús. El 29 de octubre de 1839 fue admitido en el Noviciado de San Andrés de Montecavallo.
A principios de febrero de 1840 notó un gran dolor en la pierna, que le impedía caminar. El rector sospechó que era una señal de Dios y decidió que había que consultar con el general Juan Felipe Roothan. Claret se entrevistó con el general que le dijo: "Es la voluntad de Dios que usted vaya pronto, pronto a España; no tenga miedo, ánimo". El 19 de marzo partió desde Civitavecchia. Al llegar a España se fue unos días a Olost, a casa de su hermano.
El vicario capitular sede vacante, Luciano Casadevall, le destinó, como regente, a la pequeña parroquia rural de San Martín de Viladrau (Gerona), a la que se incorporó el 13 de mayo de 1840.

### Misionero Apostólico

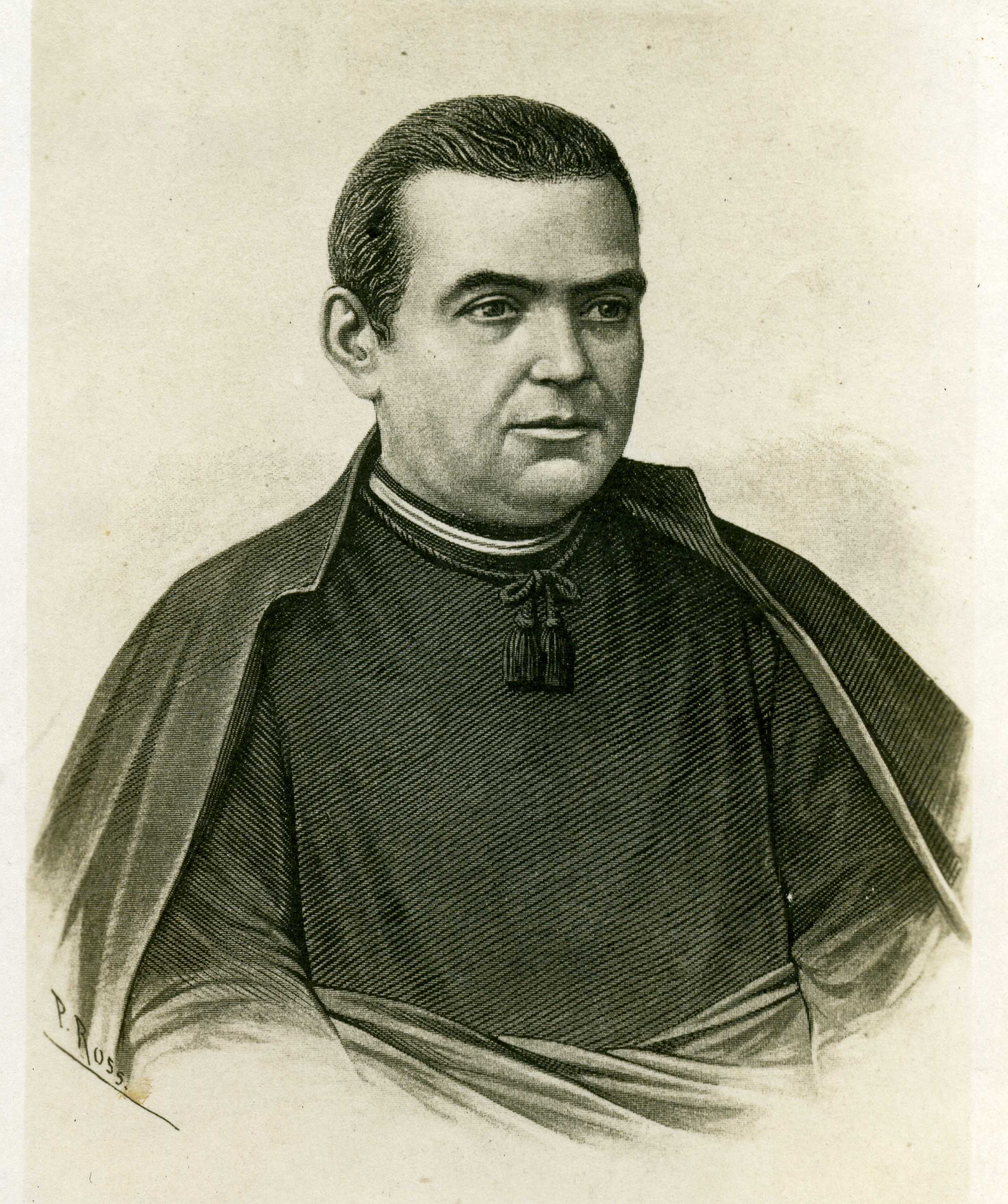
Retrato de Mosén Claret en los comienzos de su predicación misionera por Cataluña. Grabado de Paciano Ross, 1894.

En Viladrau, Claret, además de su tarea pastoral, se dedicó a atender a los enfermos, ya que los médicos habían huido a causa de la guerra. Él empezó a familiarizarse con las hierbas medicinales con la ayuda del herborista Jaume Bofill i Noguer. Por esto, adquirió fama de curandero. En el pueblo abundaban las enfermedades mentales, porque había sido saqueado 13 veces durante la guerra y se habían producido repetidos incendios de las casas y ejecuciones de algunos. El santo les recetaba unas hierbas hervidas en cierto aceite y las enfermedades desaparecían.
La parroquia de Viladrau tenía a un párroco anciano e imposibilitado, de ahí que Claret fuese como regente, y un coadjutor, Josep Vilanova, que era un antiguo trinitario exclaustrado. Antonio podía ausentarse para misiones y ejercicios dejando la parroquia a cargo del coadjutor.
El 15 de agosto de 1840 inició en Viladrau su primera misión popular. Ese mismo año hizo una segunda misión en la parroquia de Espinelvas y una tercera en la de Seva, con gran éxito. En noviembre del mismo año dio otra misión en Igualada y otra en Santa Coloma de Queralt, también con gran aceptación.
Un día fue a Vich para pedirle al vicario que le liberase de su compromiso en Viladrau para ir a predicar a diversos lugares, y este accedió. Regresó a Viladrau a despedirse y a recoger sus objetos personales y abandonó el pueblo el 23 de enero de 1841. Luego, por razones desconocidas, se dirigió a Barcelona, donde cayó enfermo y fue curado. Tras esto se dirigió de nuevo a Vich el 1 de febrero. El tiempo en que no estuviera predicando por diversos municipios catalanes, conviviría en Vich con su amigo Fortià Bres.
Debido al control político, tuvo que retirarse a Pruit en la primavera de 1841. Allí también se hallaba su antiguo director espiritual Pere Bac. Claret recibió el título de misionero apostólico de Propaganda Fide el 9 de julio de 1841. Por aquel entonces, predicó en Vidrá y en Ribas de Freser. Fue nombrado vicario de San Juan de Oló, donde estuvo entre finales de mayo de 1842 y febrero de 1843.
Entre el 1 de marzo y el 16 de abril de 1843 predicó una cuaresma en Igualada. En la primavera del mismo año predicó un novenario en San Quirico de Besora, seguido de un octavario en Montesquiu. En diciembre predicó en Calldetenes y en Roda de Ter dio una misión con el nombre de novenario de ánimas. En enero de 1844 dio otra misión en Ripoll. Entre el 18 de enero y el 8 de abril predicó una cuaresma en Manresa. Estuvo en Barcelona desde el 1 de mayo, el Mes de María, al 14 de junio y predicó 36 sermones en la Iglesia de Santa María del Mar.
El 5 de abril de 1845, mientras daba unos ejercicios espirituales al clero en Mataró, en la oración mental le afloró el problema de la blasfemia. Entonces redactó una hoja volante: la Sociedad Espiritual de María Santísima Contra la Blasfemia, que proponía un compromiso personal e invitaba a firmarlo. Se difundió con éxito por toda Cataluña y también por el resto de España y por Cuba.
Entre el 10 de agosto y el 15 de septiembre de 1844 predicó en Olot, donde era párroco Joaquim Masitjà, que en 1848 fundó las Congregación de Hijas del Santísimo e Inmaculado Corazón de María. Antonio y Joaquim entablaron una gran amistad. Posteriormente, predicó en misiones en Granollers, Olesa de Montserrat, Monistrol de Montserrat y Masnou. Tras esto, predicó en Teyá, Arenys de Mar, Arenys de Munt, Calella y otras poblaciones de la costa.
En septiembre de 1845 comenzó a predicar por la diócesis de Solsona. En octubre llegó a la ciudad de Solsona, donde estuvo de misión 15 días. Aquí fue investigado por las autoridades civiles pero le dejaron al apreciar que no se metía en política. Predicó en Bañolas entre la segunda quincena de noviembre y principios de diciembre y luego en Figueras.
Entre enero y comienzos de febrero de 1846 predicó en Valls. El 4 de febrero comenzó una misión en Tarragona. En una tanda de ejercicios al clero en la catedral conoció a Josep Caixal, un futuro colaborador. Al terminar en Tarragona recorrió varias poblaciones de la diócesis. Todo el mes de mayo y la mitad de junio los pasó predicando en Lérida. Dando unos ejercicios a monjas conoció a Esperanza González Puig, que en 1862 fundó la Congregación de las Misioneras Esclavas del Inmaculado Corazón de María. En el verano regresó a Vich. Partió luego a Tarragona, encontrándose de nuevo con Caixal, con quien habló de algunos proyectos. Luego recorrió una serie de poblaciones de la archidiócesis. Entonces tuvo que enfrentarse a una campaña de descrédito que le hacía figurar como un enemigo del gobierno. El arzobispo le defendió ante el comandante general de Tarragona y se evitó su arresto.
En Alforja, un hombre llamado Miquel Rivas inició un nuevo movimiento religioso que renegaba de la Iglesia y decía que solo hacía falta el Espíritu Santo. El arzobispo mandó a Claret para que detuviera el movimiento predicando a favor de la Iglesia Católica. El 20 de febrero de 1847 Miquel Rivas se retractó ante notario de sus herejías.
En muchas ocasiones, para evitar la persecución política, no les daba el nombre de misión a sus actividades, sino que las definía como Cuaresma, Mes de María, Quincenario del Rosario, Novenario de Almas, Octavario del Sacramento o Septenario de Dolores.
La afluencia de gente a sus sermones era siempre muy grande. En dos ocasiones, Solsona en octubre de 1845 y Tarragona en febrero de 1846 simultaneó su labor misionera con la enseñanza de ejercicios para el clero. En otras ocasiones, se quedaba unos días más en la población con este propósito, como hizo en Mataró entre marzo y abril de 1845, con los sacerdotes reunidos en la Pobla de Lillet en septiembre del mismo año y con las monjas de Lérida en junio de 1846. Pero era en verano, cuando los campesinos se encontraban centrados en sus tareas agrícolas, cuando se dedicaba con profusión a dar ejercicios espirituales al clero y a las religiosas. En agosto de 1843 en Gombreny ganó un colaborador, el sacerdote Esteve Sala. A finales de 1844 ya tenía un grupo de discípulos y compañeros. En este grupo se encontraba, entre finales de 1846 y comienzos de 1847, el beato Francisco Coll Guitart, dominico exclaustrado, que fundó en 1856 las Hermanas Dominicas de la Anunciata.
Claret fue también un prolífico escritor y difusor de libros y hojas volantes. Para las mujeres que querían consagrarse a Dios y no podían ingresar en un convento, escribió el librito «Religiosas en sus casas o las Hijas del Santístimo e Inmaculado Corazón de María. Instrucciones y reglas que da a las doncellas que quieren vivir religiosamente en el mundo...», que con el correr del tiempo sería la fuente de inspiración del instituto secular Filiación Cordimariana.
Entre los libros que regalaba estaban sobre todo el «Catecismo explicado» y el «Camino recto y seguro para llegar al cielo». En 1846 fundó, con José Caixal, la Hermandad Espiritual de los Libros Buenos, encargada de distribuir gratuitamente los textos. En 1848 fundó la editorial Librería Religiosa, que imprimió centenares de volúmenes religiosos. Esta editorial fue una de las principales abastecedoras de seminarios, bibliotecas y asociaciones de buenas lecturas. La editorial trabajaba con los impresores Eusebio Aguado y Miguel Olamendi en Madrid y la imprenta de Subirana en Barcelona.
A principios de 1846 Antonio Palau, director de la «Revista Católica», ganó a Claret para la erección, con ocasión de las misiones, de Cofradías del Santísimo e Inmaculado Corazón de María, agregadas a la archicofradía que el abate Charles-Éléonore Dufriche-Desgenettes estableció en la Iglesia de Nuestra Señora de las Victorias de París. En julio de 1846 Claret la estableció en el Hospital de Lérida, en abril de 1847 en la catedral de Solsona, el 1 de agosto del mismo año en Santo Domingo de Vich, en diciembre en Manresa y poco después en la parroquia de San Miguel de Barcelona. Antes de partir para Cuba, fundó la de Mataró.
En 1847 comenzó también con la fundación en España de la Pía y Apostólica Unión de Oraciones, una obra iniciada por san Vicente Palloti en Roma en 1846. Se trataba de un apostolado de oración puesto bajo la protección del Corazón de María.
En 1847 fundó en Vich la Hermandad del Santísimo e Inmaculado Corazón de María, para sacerdotes y seglares de ambos sexos. Esta hermandad empezó a extenderse por otros lugares.
Mantuvo relación con Santa Joaquina de Vedruna, que fundó en 1826 en Vich las Carmelitas de la Caridad. Claret fue protector de esta congregación y ayudó en su difusión por Cataluña y el resto de España.

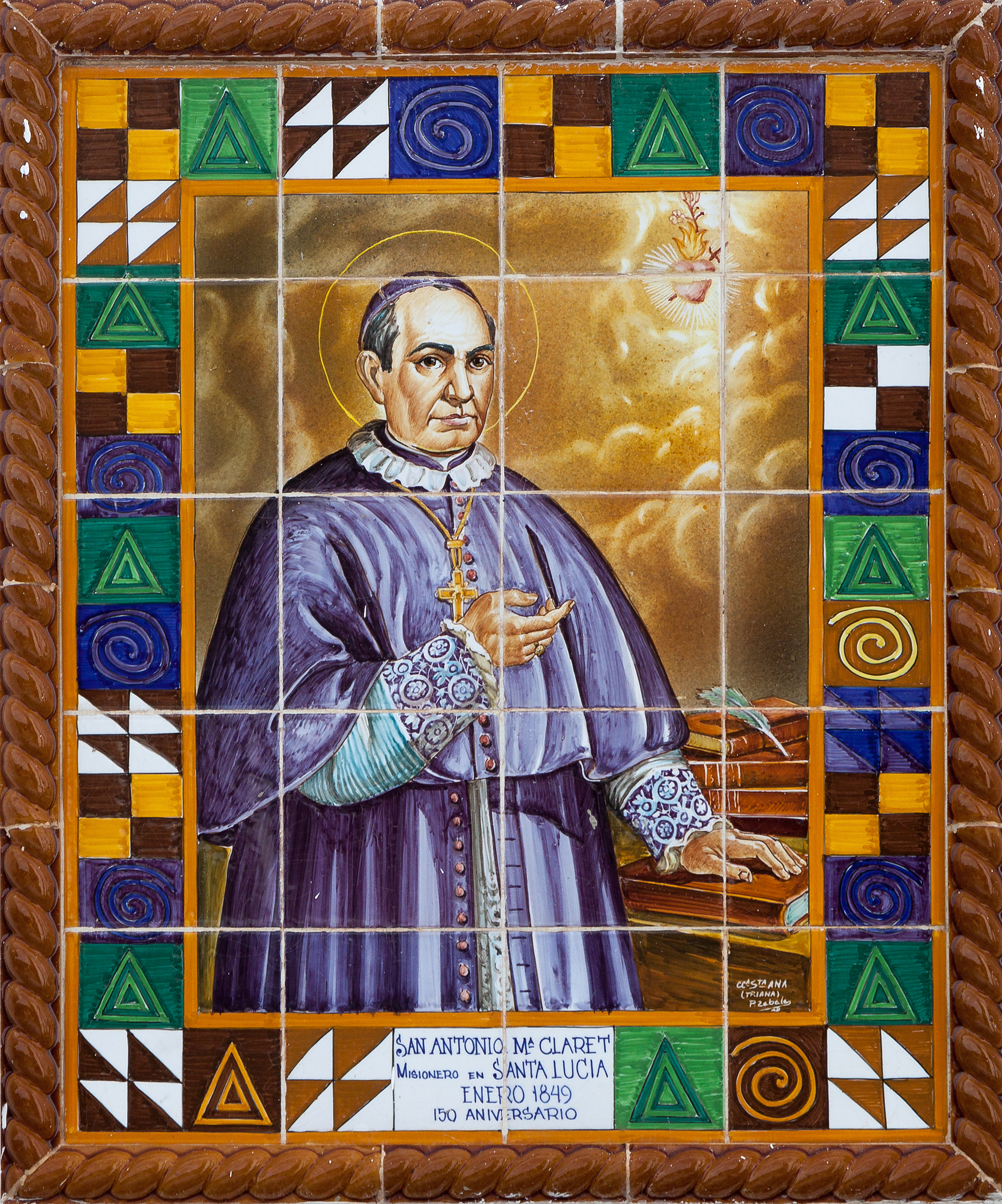
Cuadro de azulejos pintados en la Iglesia de Santa Lucía para conmemorar la estancia del santo en Santa Lucía de Tirajana, Gran Canaria, España.

En 1847, en medio de la segunda guerra carlista, Claret no podía darse a las misiones como antes. Fue enviado por su vicario capitular a Canarias, a petición del obispo recién nombrado Buenaventura Codina. Fue de Barcelona a Madrid, donde se encontró con Codina. De allí fueron juntos a Sevilla y luego a Jerez de la Frontera y a Cádiz, donde tomaron el barco «Corzo» rumbo a Santa Cruz de Tenerife. El 14 de marzo llegaron a Las Palmas de Gran Canaria. Estuvo también en Telde, Agüimes, Arucas, Gáldar, Guía, Moya, Firgas, Teror, San Lorenzo, Santa Lucía de Tirajana, San Bartolomé de Tirajana, Tejeda, Santa Brígida, Las Lagunetas y la Vega de San Mateo.
Los canarios le dieron el cariñoso sobrenombre del Padrito. Cuando terminó su trabajo apostólico en Gran Canaria, el obispo Codina ordenó que se erigiese en todas las parroquias de la diócesis una Cofradía del Inmaculado Corazón de María.
Se trasladó con el hermano del obispo, Salvador Codina, capuchino exclaustrado, a Lanzarote, a donde llegaron el 18 de abril de 1849. Predicó en Teguise y Arrecife. De Arrecife partió en barco a Tarragona, a donde llegó el 11 de mayo.
El 16 de julio de 1849, fundó, junto con cinco compañeros sacerdotes, la Casa-Misión de Vich con el nombre de Misioneros Hijos del Inmaculado Corazón de María, después conocidos como Misioneros Claretianos. A los pocos días, el 11 de agosto, recibió el del obispo Casadevall el nombramiento para arzobispo de Santiago de Cuba. Como tenía otros proyectos, escribió renunciando al cargo al nuncio Brunelli, pero el nuncio insistió y el obispo le dijo que si renunciaba se opondría a la voluntad de Dios. Entonces aceptó el cargo.

### Arzobispo de Santiago de Cuba

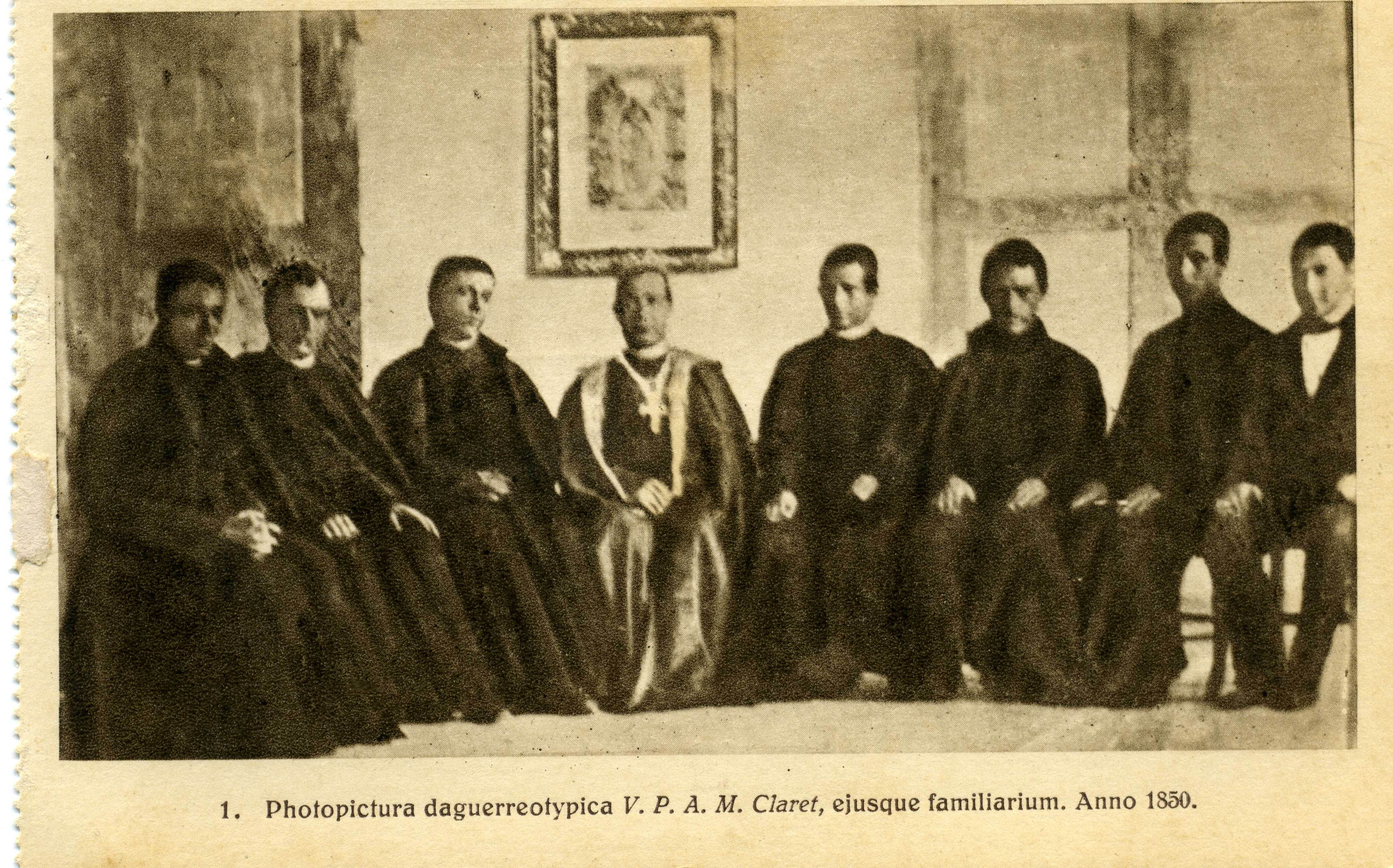
El arzobispo Claret con varios de sus colaboradores. Daguerrotipo, Santiago de Cuba, 1853.

El 6 de octubre de 1850 fue consagrado obispo en la catedral de Vic. El 10 de octubre llegó a Madrid, donde discutió con el ministro de Gracia y Justicia asuntos relativos a su diócesis. El 20 de octubre, en la capilla de la nunciatura, Brunelli le impuso el palio arzobispal. El 22 de octubre la reina Isabel II le concedió la Gran Cruz de Isabel la Católica, aunque  se marchó de Madrid sin pagar los 3 000 reales que había que dar para ser caballero por parecerle un gasto superfluo. De vuelta a Cataluña, se detuvo en Zaragoza a orar ante la Virgen del Pilar. El 2 de noviembre visitó el Santuario de la Virgen de Montserrat, a cuyo cargo había puesto la Librería Religiosa, para poner también bajo su protección al pueblo de Cuba y su ministerio episcopal.
En Barcelona, se embarcó el 28 de diciembre en la fragata «Nueva Teresa Cubana». Hicieron escala en Málaga el 15 de enero, donde fue recibido por el obispo Salvador Ruiz y donde predicó 15 sermones. Llegó a su sede cubana el 16 de febrero de 1851.
El anterior arzobispo, Cirilo de Alameda y Brea, había tenido que huir por ser carlista y la sede llevaba vacante 14 años. Claret permaneció en Santiago de Cuba hasta marzo de 1857, en que fue llamado a Madrid.
Claret se dedicó a una serie de campañas misioneras para llevar la Palabra de Dios a todos los poblados y, en cuanto fuera posible, a plantaciones y granjas. Daría una importancia primordial a misiones y ejercicios.
El 26 de febrero comenzó con ejercicios espirituales al clero de Santiago. El 26 de febrero se dirigió al Santuario de la Virgen del Cobre para darle las gracias por el feliz término del viaje y para confiarle sus futuros trabajos apostólicos.
Los propietarios de los esclavos negros les hacían vivir en la incultura, les obligaban a trabajar los domingos e impedían su instrucción religiosa. Claret se preocupó por la evangelización de los negros. Para evitar abusos con ellos, publicó en 1851 una carta con las principales leyes de Indias. Combatió enérgicamente la legislación y praxis discriminatoria respecto del matrimonio entre personas de distinta raza.
Recorrió su extensa archidiócesis en los seis años de su mandato. Su primera expedición misionera comenzó el 20 de mayo de 1851 y terminó el 21 de marzo de 1853. Estuvo, entre otros lugares, en la villa de El Cobre, El Caney, Camagüey, Manzanillo, Nuevitas, Sibanicú, Las Tunas y Holguín.
Las otras dos peregrinaciones apostólicas fueron más rápidas por no tener el santo que detenerse tanto en las poblaciones, predicando misiones, confirmando a tanta gente o regularizando tantos matrimonios (las uniones matrimoniales no legalizadas estaban muy extendidas en la Cuba de entonces). La segunda comenzó el 8 de junio de 1853 y terminó el 25 de septiembre del mismo año. Lo llevó primero al puerto de Gibara, desde donde bajó a Holguín, subiendo luego otra vez a Gibara para embarcarse rumbo a Nuevitas y subió más tarde hasta Camagüey. La tercera comenzó el 21 de noviembre de 1853 y duró hasta el 14 de marzo de 1854. Se embarcó de nuevo hacia Nuevitas y subió hasta Camagüey, desde donde bajó por Guaimaro y Las Tunas, siguió para Baracoa, volvía a Bayamo, Yara y Manzanillo y subía hasta el puerto de Santa Cruz. A finales de octubre de 1854 realizó una cuarta excursión, que comenzó en Camagüey y continuó por Nuevitas, Gibara y Holguín.
En aquel entonces en Cuba había movimientos de secesión, aunque Claret no hablaba de política.
Poco después de haber llegado a la isla se produjo el primer intento de sublevación puramente cubano y sus líderes cayeron prisioneros y fueron condenados a muerte. Las familias de los condenados pidieron al arzobispo que intercediera por ellos. El general Concha no quiso oír la petición del santo en dos cartas del 25 de julio y del 8 de agosto de 1851. Los cuatro sublevados condenados a muerte pidieron confesarse con el arzobispo antes de morir. Claret sirvió como mediador entre los demás implicados y el capitán general para obtener que volvieran con disimulo a sus familias. Esa intervención no agradó a los que, desde fuera, buscaban una represión severa para mantener viva la rebelión. Claret sufrió un intento de envenenamiento y lo atribuyó a los partidarios de la anexión de Cuba a los Estados Unidos.
Muchos se formaban en el seminario de Santiago y, al final, decían que no querían ser curas. Luego terminaban su formación como abogados en los Estados Unidos y volvían poco afectos a la Iglesia Católica. En el seminario de La Habana pasaba lo mismo. Claret cambió los estatutos del seminario mejorando la preparación religiosa.
Consiguió del gobierno de Madrid los recursos necesarios para aumentar el número de sacerdotes y dedicarse a la renovación de los templos y objetos de culto.
En Cuba casi no existían las órdenes religiosas, tras la desamortización de 1835. El arzobispo logró que el gobierno autorizase, por Real Cédula del 26 de noviembre de 1852, la instalación de paúles, jesuitas, escolapios e hijas de la caridad.
En 1853 consagró su archidiócesis al Corazón de María y estableció en todas las parroquias la Archicofradía del Corazón de María. En Cuba fundó también la Asociación Apostólica “Nombre de María” y quiso que todos sus miembros se consagrasen al Inmaculado Corazón. Gran parte de sus esquemas de sermones sobre el Corazón de María proceden del tiempo que vivió en Cuba.
Claret llamó a María Antonia París , miembro de la Compañía de María, para llevar a cabo una tarea misionera y docente en la isla. En 1853 comenzó a funcionar en Santiago la escuela de niñas blancas y negras. María Antonia París se rebeló contra la legislación discriminatoria según la cual se prohibía la asistencia de niños de ambas razas a un mismo colegio. Sus aulas también acogen a niñas pobres de forma gratuita. María Antonia  fundó el 25 de agosto de 1855 el Instituto Apostólico de la Inmaculada Concepción de María, que serían conocidas como las misioneras claretianas. El arzobispo firmó las constituciones del instituto.
Aumentó notablemente el número de parroquias de su diócesis: al llegar había 26 y creó 40 más.
Estableció en las cárceles escuelas de artes y oficios para la formación y ulterior reinserción social de los reclusos.
En 1852 se entregó a auxiliar a las víctimas de los terremotos y de una epidemia de cólera.
Implantó las primeras cajas de ahorros de la historia de Cuba en las parroquias a donde podían acudir los trabajadores, artesanos y pequeños propietarios. El reglamento establecía que las ganancias debían distribuirse entre viudas y pobres y para dotar a muchachas necesitadas.
Inició en Puerto Príncipe (actual Camagüey), con sus propias rentas, la construcción de la Casa de Beneficencia. Para ello compró un terreno a las afueras e hizo construir en el un gran edificio compuesto de dos secciones, una para niños y otra para niñas, con una iglesia en medio. En el piso bajo irían los talleres, aulas y bibliotecas y en el piso superior los dormitorios. A la biblioteca y a las clases de agricultura podían acudir gratis las personas de los alrededores. En la finca había un huerto y un jardín botánico. El arzobispo había plantado con sus propias manos unos 400 naranjos. Proyectaba crear unas cuadras y unos corrales para animales para promover la mejora de las razas. Desgraciadamente, el proyecto quedó interrumpido por la llamada del arzobispo a Madrid.
El 1 de febrero de 1856 en Holguín un hombre con una navaja le hirió la cara y el brazo. El 23 de febrero escribió al papa para darle cuenta del atentado y para preguntarle si debía seguir o abandonar la isla. A fines de noviembre recibió la respuesta del papa, fechada el 8 de mayo, donde le decía que, sabiendo el bien que hacía, él quisiera que se quedase en Cuba, pero "si en tu prudencia conoces que puedes hacerlo sin peligro de tu vida". Tras esta respuesta, el santo se lanzó a una actividad creciente. El 21 de febrero de 1857 comenzó una misión y visita pastoral a Baracoa, que duró hasta el 8 de marzo. Sin embargo, el 18 de marzo, encontrándose en Santiago, recibió la noticia de que la reina le llamaba urgentemente a Madrid.
El 28 de marzo de 1857 se trasladó a La Habana, donde fue recibido por el obispo Francisco Fleix Solans. Predicó a varias congregaciones y pasó con los jesuitas la Semana Santa. El 12 de abril embarcó en el buque de guerra «Pizarro» con destino a Cádiz, a donde llegó el 18 de mayo. Pasó por Sevilla y Córdoba de camino a Madrid.
Dionisio González de Mendoza, colaborador de Claret en Santiago desde 1856, quedó como gobernador plenipotenciario del arzobispado hasta la toma de posesión del nuevo arzobispo el 13 de febrero de 1860. Este fue Manuel María Negueruela, preconizado ya el 24 de septiembre de 1859.

### Confesor real

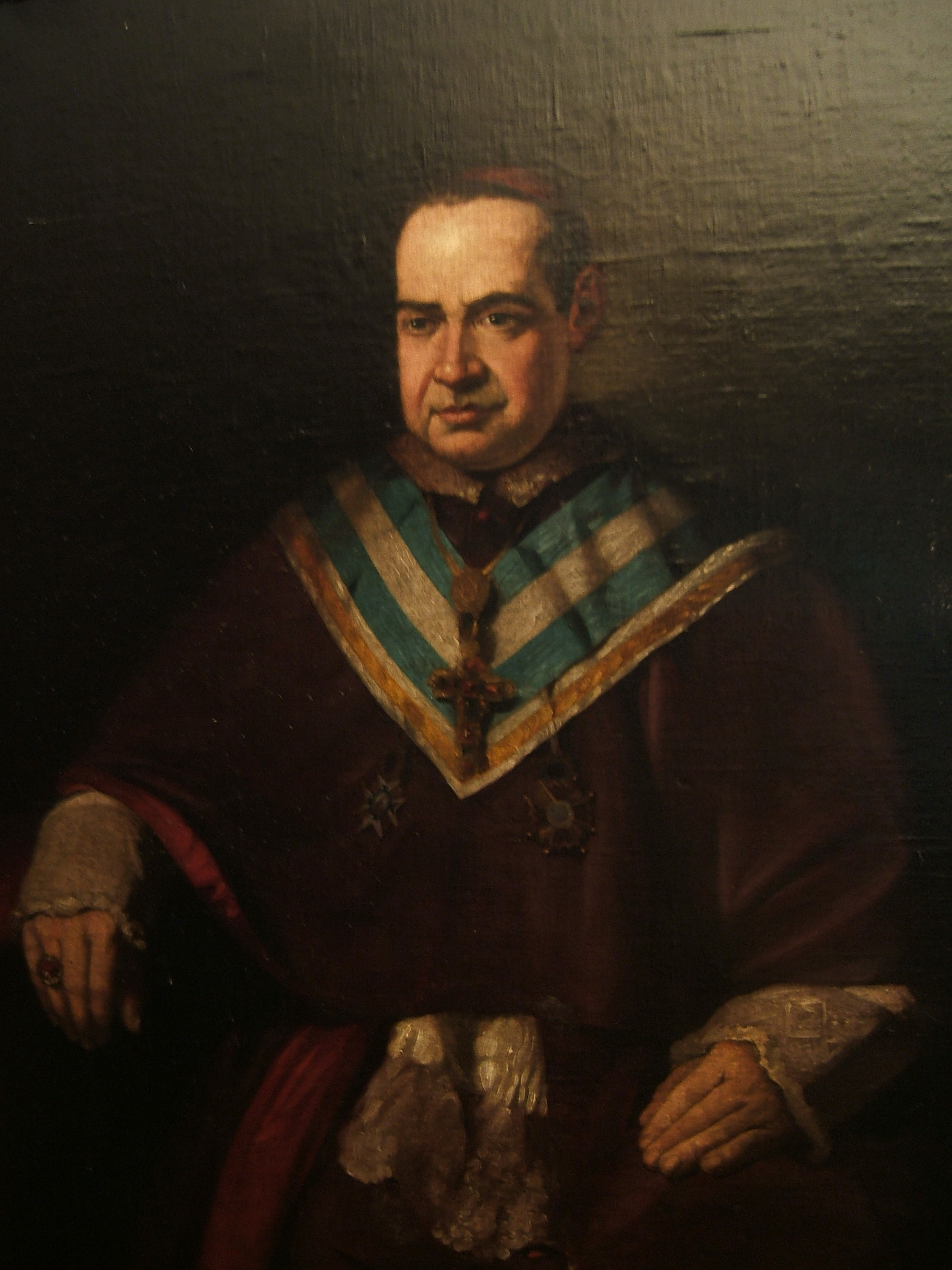
Retrato al óleo por Germán Hernández, Madrid, antes de 1868.

Llegó a la capital de España el 26 de mayo de 1857, y el mismo día la reina Isabel II le comunicó que le había elegido para que fuese su confesor en sustitución del fallecido arzobispo de Toledo, el cardenal Bonel y Orbe.
Antonio residió con el sacerdote Felipe Rovira y el paje Ignasi Betriu en casa del sacerdote amigo Fermín de la Cruz. Esta casa se encontraba al lado del Hospital de los Italianos, que estaba cerrado. La iglesia del hospital era sede de la Escuela de Cristo. En ella, Claret confesaba de 4 a 12 de la mañana, a no ser que tuviera que ir al Palacio Real. Allí mismo establecería las conferencias para el clero: todos los martes por la noche se reunían sacerdotes para estudiar un tema de moral, liturgia o espiritualidad. Claret acudía fielmente. Muy pronto, comenzó a realizar apostolado por varias iglesias y centros de beneficencia de Madrid.
Claret acudía una vez por semana a oír la confesión de la reina, que solía ser muy temprano, antes de la celebración de una misa. Pronto renunció a la carroza que le enviaba la reina e iba a palacio por sus medios. A menudo, Isabel II le pedía que celebrase la misa y le diese la comunión. La reina oía la misa del santo y comulgaba. Posteriormente, ambos asistían a otra misa, la celebrada por uno de los capellanes. Claret nos ofrece este comentario sobre la reina:

Cada día lee la vida del Santo, reza el rosario, oye misa, visita la imagen de la Virgen, frecuenta los santos sacramentos con mucho fervor y devoción. Cada año hace los santos ejercicios espirituales, cuando nos hallamos en la Granja, porque tiene el tiempo más libre. Nunca se cansa de cosas buenas. Además es muy caritativa, da mucho y con toda la buena voluntad.

Desde la primera entrevista que tuvieron, la reina le pidió que fuese maestro de la infanta Isabel. Todos los lunes, Claret acudía de nuevo a palacio y le daba a la niña catequesis. En algunas ocasiones, Isabel II y su marido acudían a la lección. En 1859, la infanta comenzó a confesarse con él. En 1862, Claret le dio la primera comunión. Fue director espiritual de la infanta hasta su casamiento con el príncipe Cayetano de Borbón, el 13 de mayo de 1868.
El artículo 29 del Concordato entre España y la Santa Sede de 1851 fue uno de los más controvertidos ya que no se estableció claramente interpretación y aplicación. En conformidad con este artículo 29, la Unión Liberal de O'Donnell aprobó en 1859 los Estatutos del Colegio de Misioneros del Padre Claret, y el gobierno de Narváez en 1867 concedió a sus miembros la exención de quintas; de ambos actos necesitaba el Colegio de Misioneros para afirmarse.
A partir de octubre de 1859 residió en el Real Hospital de Nuestra Señora de Montserrat de la Corona de Aragón, del cual fue nombrado protector así como de su iglesia aneja. El santo pagó de su bolsillo los seis mil duros que costaron las reparaciones de aquellos inmuebles. En esta iglesia se encargó también de las confesiones, celebraba habitualmente la misa, predicaba las homilías y predicó algún que otro novenario.
Durante sus años en Madrid dirigió espiritualmente a numerosas personas distinguidas: entre ellas a Bienvenido Monzón y a Santa María Micaela del Santísimo Sacramento.
Siendo confesor de la reina, entre 1857 y 1868, realizó diversos viajes por España. El santo pudo emprender por su cuenta cuatro viajes a Cataluña para atender a sus misioneros. El primero entre mayo y junio de 1859, el segundo en julio de 1862, el tercero entre junio y julio de 1864 y el cuarto, que tuvo lugar tras el reconocimiento de Isabel II del Reino de Italia, en julio de 1865. Con la familia real, estuvo en varias ocasiones en el Palacio de Aranjuez y todos los veranos los pasaba en el Palacio de la Granja de San Ildefonso. Estando en la Granja, en 1859, se trasladó a predicar por Segovia y, en 1860, predicó una misión y dio ejercicios al clero en Ávila. También acompañó a Isabel II en sus viajes por España. En junio de 1858 comenzaron una excursión por el Levante: estuvieron en Albacete, Alicante y Valencia. El mismo verano hicieron un viaje por Castilla y León y Galicia: pasaron por los altos del Guadarrama, Villacastín, Olmedo, Valladolid, León, el Puerto de Pajares, Mieres, Oviedo, Gijón, el Santuario de la Virgen de Covadonga, Ferrol, La Coruña, Santiago de Compostela, Betanzos, Lugo, Villafranca del Bierzo, Astorga, Zamora, Tordesillas, Arévalo y El Escorial. En septiembre de 1860 comenzaron un viaje por Baleares, Cataluña y Aragón: pasaron por Aranjuez, Albacete, Alicante, Palma de Mallorca, Mahón, Barcelona, el Santuario de la Virgen de Montserrat, Manresa, Lérida, Fraga, Bujaraloz, Zaragoza (donde visitaron la Basílica de la Virgen del Pilar) y Calatayud. En el verano de 1861 la familia real se trasladó a veranear a Santander: pasaron por El Escorial, Villacastín, Valladolid, Palencia, Reinosa y llegaron a Santander, emprendiendo el camino de vuelta por Burgos. En el otoño de 1862 emprendieron el viaje que más impresionó a Claret, por Andalucía y Murcia: pasaron por Santa Cruz de Mudela, Despeñaperros, Andújar (donde estuvieron en el Santuario de la Virgen de la Cabeza), Córdoba, Sevilla (donde se hizo hermano de la Santa Caridad y de la Cofradía del Silencio), Cádiz, Puerto Real, El Puerto de Santa María, Jerez de la Frontera, de regreso a Sevilla y Córdoba, Bailén, Jaén, Granada, Loja, Antequera, Málaga, Almería, Cartagena y Murcia. Claret aprovechaba el viaje para predicar en parroquias, conventos, monasterios, hospitales y otros centros de beneficencia, seminarios y asociaciones religiosas.
En noviembre de 1858 fundó, con la estrecha colaboración del catedrático e historiador Vicente de la Fuente, la Academia de San Miguel, asociación de apostolado seglar para la evangelización de la cultura. Estaba estructurada en “coros”, uno para literatos, otro para artistas (pintores, escultores y músicos) y otro para propagandistas de la fe. Se llegaron a formar 20 "coros" en Madrid y otros tantos en el resto del país aunque más tarde, pasado el primer fervor, quedaron doce en Madrid y la misma cantidad en el resto de España. En diciembre de 1864, como extensión de la Academia, publicó el reglamento de las Bibliotecas Populares y Parroquiales, otra iniciativa apostólica para los seglares.

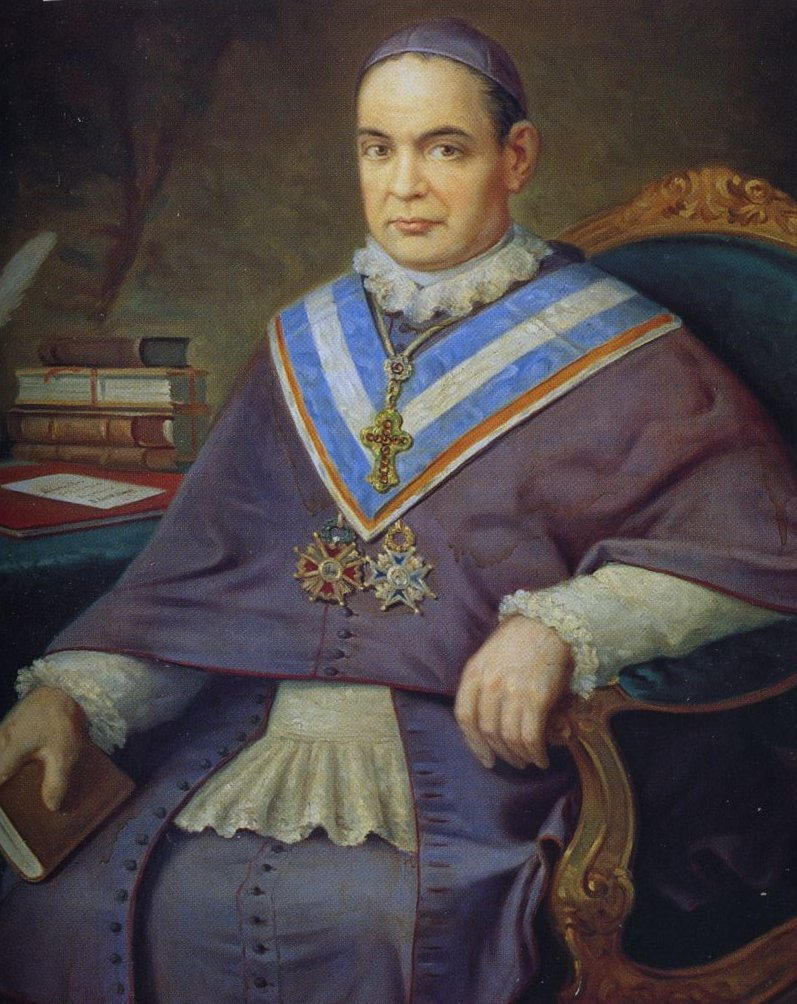
Retrato de Antonio María Claret realizado por Luis de Madrazo. Museo del Romanticismo. Madrid.

El 5 de agosto de 1859 fue nombrado presidente del Real Monasterio de El Escorial. Este antiguo centro religioso y cultural, que se encontraba en gran abandono desde la expulsión de los monjes jerónimos en 1837. Allí estableció una comunidad de eclesiásticos y una escolanía para el culto de la basílica, un seminario de gran nivel académico y un colegio de segunda enseñanza. Cuidó personalmente de la recuperación material y económica del inmueble y sus posesiones. La reina dijo:

La última vez que visité este monasterio una parte de él estaba en ruinas, al mismo tiempo que descuidado en el culto del templo; sin embargo, me costaba 20 000 duros anuales sobre los productos de su patrimonio. Hoy no me cuesta un céntimo y está perfectamente reportado, atendido el culto y atendidos los colegios, seminario y de segunda enseñanza.

Sin embargo, su gestión en el Monasterio de El Escorial fue objeto de una fuerte oposición de los medios anticlericales y de determinados políticos. Finalmente, le fue aceptada la renuncia el 28 de junio de 1868. Le sucedió el obispo benedictino Rosendo Salvado.
El 13 de julio de 1860 el papa Pío IX le nombró arzobispo de Trajanópolis.
Hacia 1864 comenzó a darle catequesis al príncipe Alfonso. Sin embargo, los políticos querían que le instruyese un clérigo capaz de enseñarle una religión "que vaya libre de preocupaciones y sea altamente ilustrado", por lo que obligaron a la reina a nombrar al cardenal Puente maestro de religión y moral del futuro Alfonso XII. El santo volvió a ocuparse del príncipe en el destierro.
El día 26 de agosto de 1861, estando en oración en la Iglesia del Rosario del Real Sitio de San Ildefonso, sintió que el Señor le concedía la gracia de conservar las especies sacramentales en su pecho de forma permanente.
El 14 de julio de 1865 la reina firmó el reconocimiento del Reino de Italia, lo que produjo en Claret serios problemas de conciencia ya que el papa era contrario al reconocimiento. Claret se retiró de Madrid, pasó un tiempo en Cataluña con sus misioneros y, después, se dirigió a Roma para consultar el asunto directamente con el papa Pío IX. A fines del mismo año, por indicación de Roma a través del nuncio, regresó a Madrid para reanudar su ministerio junto a la reina, quien tuvo que hacer una previa declaración pública en las Cortes, el 27 de diciembre, de adhesión al romano pontífice.
Claret tuvo un importante papel en la elección de obispos en España entre 1857 y 1868. Francisco de Asís Aguilar, obispo de Segorbe, dice en su biografía del santo que los ministros y el nuncio le consultaban y que, cuando un ministro presentaba una terna a la reina, ella le daba preferencia al elegido por su confesor.
El 15 de octubre de 1859 fue a matarle un asesino mandado por las logias masónicas. Pasando por la calle de Alcalá, entró por curiosidad o burla en la Iglesia de San José, y al ver predicar a un joven sacerdote con gran devoción, se arrepintió y fue a confesarle sus planes a Claret. Antonio Barjau, colaborador de Claret en Cuba y en El Escorial, habla de otra persona mandada por la masonería para asesinar a Claret que también se arrepintió y fue disfrazado por el paje Ignasi Bertriu para ayudarle a escapar de la venganza de los que le enviaban.
Una de sus meditaciones de «Camino recto y seguro para llegar al cielo» dice: "Si la Santísima Virgen pusiese en tus brazos al Niño Jesús, ¿qué le dirías? ¡Oh, cómo le adorarías! No es exageración, es una realidad, cuando has comulgado, tienes a Jesús... pídele, pues, su divino amor". En la Nochebuena de 1864, encontrándose rezando en la capilla de las Adoratrices de Madrid, se le apareció la Virgen María y le puso al Niño Jesús en sus brazos.
Al padre Claret le fue atribuido un papel de consejero real en asuntos públicos, lo que le granjeó la aceptación o la feroz crítica de determinados sectores sociales.
La Revolución de septiembre de 1868 condujo al exilio a la reina y con ella a su confesor. Posteriormente a la revolución, fue publicada mucha propaganda anticlerical denigratoria de sor Patrocinio y el padre Claret.
La reina se instaló en Biarritz, donde fue recibida por Napoleón III y su esposa, la andaluza Eugenia de Montijo. Napoleón III le ofreció a la familia real española un castillo en Pau para que se instalasen allí. Claret se instaló cerca del castillo, en la calle Saint Louis. Los domingos acompañaba a la familia real a la iglesia de Saint Martin. Un día en semana celebraba la misa en la capilla del castillo y los demás en el colegio de las ursulinas. Daba lecciones de religión al príncipe Alfonso y a las infantas y visitaba los establecimientos de beneficencia.
El 6 de noviembre la familia real se trasladó a París, buscando un buen colegio para el príncipe Alfonso. Allí se instalaron en el hotel Rohan mientras se adecentaba el palacio que habían comprado. Claret se instaló en el colegio que las Hermanas de San José tenían en la calle Monceau, número 17. El gobierno revolucionario español decretó que no se le pasase su asignación por lo que se quedó sin nada de dinero.
La situación de sus misioneros en España también era crítica. Uno de ellos, Francisco Crusats, fue asesinado en el asalto a la casa de la Salva del Camp. Los demás habían tenido que abandonar sus casas. Poco después, los misioneros abrieron provisionalmente una casa en Perpiñán y fundaron un seminario en Prades.
Claret permaneció al servicio de su penitente hasta marzo de 1869.

### Etapa final
Llegó a Roma el 2 de abril de 1869 para participar en el 50 aniversario de la ordenación sacerdotal del papa. Se hospedó con los frailes mercedarios. El superior general de los mercedarios era Josep Reig, que había sido miembro de la Congregación de Misioneros en sus primeros años y luego, en Roma, había actuado como primer procurador de la misma para la aprobación del instituto y sus constituciones.
El día 11 de abril Claret acudió a la misa en la Basílica de San Pedro por los 50 años del sacerdocio del papa. El 24 de abril fue recibido en audiencia por el sumo pontífice.
En julio de 1869 el santo declaró que estaba siendo muy consultado por los que preparaban el Concilio Vaticano I. Durante el concilio, con quienes más se relacionaba era con los obispos españoles, a cuyas reuniones asistía los jueves por la mañana en el Palacio Gabrielli. Acudió a todas las sesiones generales, las de las votaciones finales, presididas por el papa, y a casi todas las congregaciones generales. Intervino el 31 de mayo de 1870, hablando sobre la importancia de la definición de una verdad como dogma y en apoyo de la infalibilidad papal.
Interrumpido el concilio en julio de 1870, Claret se trasladó, ya muy enfermo, a la residencia que sus misioneros habían establecido en Prades (Pirineos Orientales).
A pesar de que Claret no se estaba metiendo en política, el cónsul español en Perpiñán, anticlerical conocido, se apresuró a escribir al embajador de España en París, el radical Salustiano Olózaga, adversario del santo, pidiéndole que se capturase a Claret. Alguien en Perpiñán alertó al superior de la congregación, Josep Xifré. Se tuvo una reunión, presidida por el obispo Ramadié, para evitar su arresto y se decidió acompañar a Claret a la abadía cisterciense de Fontfroide, cercana a Narbona, el 6 de agosto. Allí falleció el 24 de octubre de 1870 a las 9 menos cuarto de la mañana. Aquella noche hubo una aurora boreal en los cielos del sur de Francia.

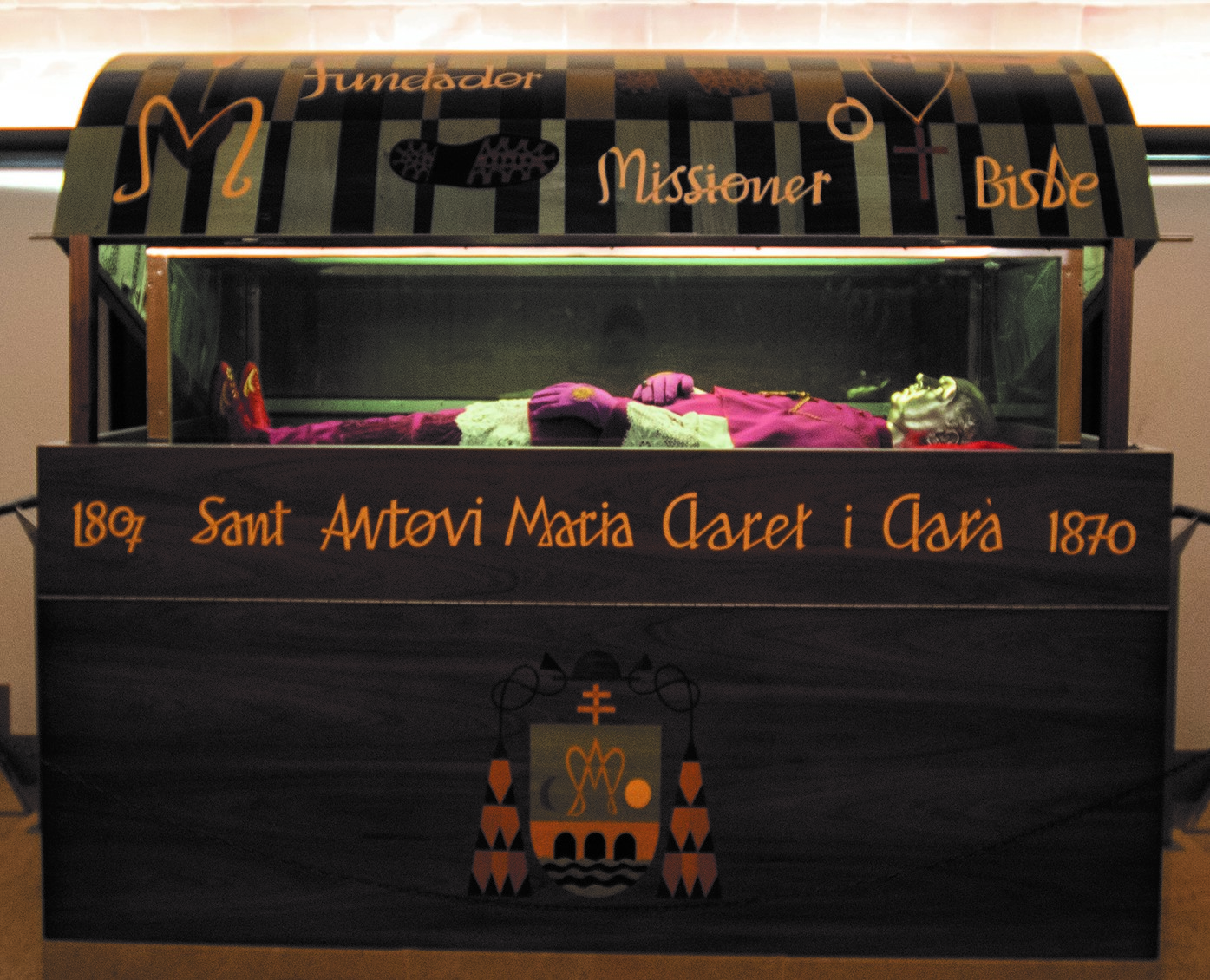
Actual sepulcro del Santo en Vich. Obra de Domènec Fita, 1999.

El cuerpo fue embalsamado y enterrado en el cementerio de los monjes. El 13 de junio de 1897 sus restos fueron trasladados a la Casa Madre de los Misioneros Claretianos en Vich. En 1910 se inauguró en su localidad natal un monumento en su honor.

## Beatificación y canonización
En 1887 dieron comienzo los procesos diocesanos para su beatificación en Vich, Barcelona, Tarragona, Lérida, Madrid y Carcasona. El 4 de diciembre de 1899 se introducía la causa en Roma. Se examinaron miles de páginas de sus textos y el 8 de junio de 1904 se reconocía la validez de todos. El 6 de enero de 1926 se proclamó la heroicidad de sus virtudes. El 18 de febrero de 1934 se aprobaron dos milagros atribuidos a su intercesión.
El primer milagro fue la curación de Javiera Mestre, de quince años, quien se encontraba, en mayo de 1897, en la ciudad de Lérida, afectada por viruelas confluentes. Hallándose en peligro de muerte, después de pedir la intercesión del venerable Claret, de la noche a la mañana, fue curada completamente.
El segundo milagro fue la curación de Benigna Sibila Alsina, del Instituto de Hermanas Filipenses, quien en 1930 sufría de una grave úlcera en la región del bajo vientre. Los médicos juzgaron, como último remedio, una operación quirúrgica, imposible de realizar por la debilidad extrema de la paciente. La enferma y sus hermanas de comunidad rogaron a Dios por intercesión del venerable Antonio María Claret y sobrevino la sanación de forma instantánea y completa.
Fue beatificado por Pío XI el 25 de febrero de 1934. El 7 de mayo de 1950 fue canonizado por Pío XII. El 8 de mayo de 1950 Pío XII dio un discurso a los peregrinos reunidos en Roma con motivo de la canonización de Claret. En él, lo definió como "honra de su Patria y de la Iglesia".

## Obra escrita

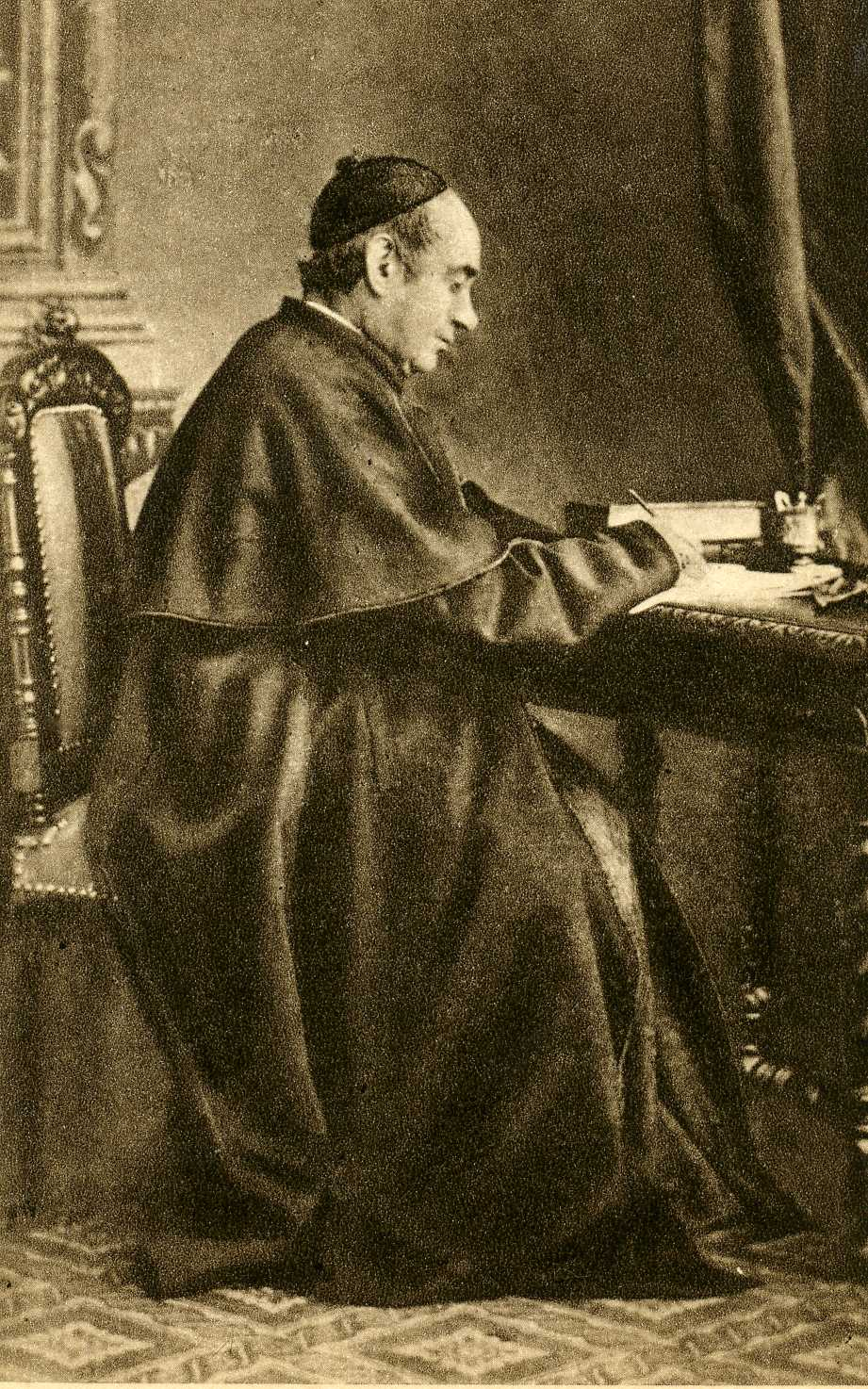
Foto del P. Claret escribiendo. Antoine René Trinquart, París, 1868.

El padre Claret se destacó por su gran dedicación al apostolado de la pluma, tanto en castellano como en catalán. Escribió aproximadamente 96 obras propias (15 libros, 4 libritos y 77 opúsculos) además de realizar algunas ediciones y traducciones.
En 1843, predicando a las carmelitas de Vich, estas le pidieron que dejase por escrito algún recuerdo. Entonces escribió su primera obra: «Avisos a las monjas». El 16 de octubre envió a la priora María Dolores «Respuesta a la demanda de una verdadera religiosa», que se difundió también entre las clarisas de la misma ciudad. Estos textos se publicaron en 1844 con el título «Reglas de espíritu que a unas señoras muy solícitas de su perfección enseñaban S. Alfonso y el V. P. Segneri Juniore». En los años sucesivos publicó «Avisos» a varios grupos: «a un sacerdote que acaba de hacer los Ejercicios de San Ignacio» (Vich, 1844), «a las doncellas» (Vich, 1844), «a los padres» (Barcelona, 1845), «a los jóvenes» (Vich, 1846), «a los niños» (Barcelona, 1846), «a las casadas» (Barcelona, 1846) «a las viudas» (Barcelona, 1848) y «a un militar cristiano» (Barcelona, 1851).
Escribió «Camino recto y seguro para llegar al cielo» (Vich, 1843), que tuvo una gran difusión en la España peninsular, Canarias, Cuba, Filipinas e Hispanoamérica y que fue el devocionario más popular hasta mediados del siglo XX.
Escribió, además, un viacrucis seguido de un pequeño tratado sobre mortificación cristiana (1846), la «Escalera de Jacob» (Vich, 1846) sobre la devoción a la Virgen, el «Auxilio de los difuntos» (Barcelona, 1847) sobre la caridad con las almas de purgatorio, «Método sencillo y fácil de hacer el examen particular» (Vich, 1847), «Modo fácil de confesarse bien y con brevedad y de comulgar con utilidad» (Vich, 1848) y el «Maná del cristiano» (Vich, 1850) con oraciones diarias.
Escribió el «Catecismo menor» (Barcelona, 1847) para que los padres instruyesen a sus niños. Fue adoptado por las Hermandades de la Doctrina Cristiana de Cataluña. Posteriormente publicó el «Compendio o breve explicación de la Doctrina Cristiana» (Barcelona, 1848) compuesto por el doctor Francesc Mateu i Smandia y enriquecido por Claret con numerosas preguntas y respuestas tomadas de otros catecismos. Estaba destinado a adolescentes y jóvenes. Finalmente, escribió el «Catecismo de la Doctrina Cristiana explicado» (Barcelona, 1848). Mientras que los compendios anteriores seguían el método de preguntas y respuestas concisas, aquí se explicaban artículos de la fe y cada uno llevaba una lámina dibujada por él mismo.
En 1847 escribió «Breve noticia del origen, progresos, gracias e instrucciones de la Archicofradía del Sagrado Corazón de María para la conversión de los pecadores» (Barcelona, 1847) y «Breve relación de las Constituciones de la Hermandad del Santísimo e Inmaculado Corazón de María».
En 1847 también escribió «Religiosas en sus casas o las Hijas del Santísimo e Inmaculado Corazón de María. Instrucciones y reglas que da a las doncellas que quieren vivir religiosamente en el mundo» (Barcelona, 1850) que inspiró la creación de la Filiación Cordimariana.
Otra obra muy difundida fue el manual de formación sacerdotal «El colegial o seminarista teórica y prácticamente instruido» (1860, Barcelona, Librería Religiosa). También escribió «La colegiala instruida» para la formación de las religiosas (1863, Madrid, Aguado). Para los sacerdotes, entre otras obras: «La llave de oro o serie de reflexiones que para abrir el corazón cerrado de los pobres pecadores ofrece a los confesores nuevos...» (1857, Barcelona, Librería Religiosa; hubo una edición espuria en 1864: un opúsculo obsceno), «Sermones de misión» (tres tomos, Barcelona, 1857, Librería Religiosa), «Colección de pláticas dominicales» (siete tomos, Barcelona, 1858, Librería Religiosa) y «Pláticas doctrinales» (dos volúmenes, 1868, Barcelona, Librería Religiosa). Para los obispos escribió: «Apuntes que para su uso personal y para el régimen de la diócesis...», que más tarde se llamará «Apuntes de un plan para restaurar la hermosura de la Iglesia» (1857, Madrid, Arcas).
Cuenta con dos obras sobre agricultura: «Reflexiones sobre agricultura» (1854, Barcelona, Librería Religiosa) y «Las delicias del campo» (Santiago de Cuba, 1855).
Editó «El Santo Evangelio de Nuestro Señor Jesucristo según San Mateo» (1857, Barcelona, Librería Religiosa) y «Biblia Sacra» (1862, Barcelona, Librería Religiosa). Escribió un libro muy pequeño dirigido a los soldados que partían a la guerra, que tituló: «Consejos que una madre dio a su hijo al tiempo de despedirse para ir a la guerra de África y los santos evangelios» (1862, Barcelona, Librería Religiosa).
Por mandato del superior general de los Misioneros Claretianos escribió su «Autobiografía» (la primera parte redactada entre 1861-1862 y la segunda, en 1865; narra toda su vida, hasta cinco años previos a su muerte; publicada por los Misioneros Claretianos en 1915 por primera vez, se han hecho varias ediciones entre 1951-2008).

## Patronazgo e influencia
Es el fundador de los Misioneros Claretianos y de las Religiosas de María Inmaculada-Misioneras Claretianas; asimismo, es considerado el inspirador del instituto secular Filiación Cordimariana y del Movimiento de Seglares Claretianos. Es el patrón de la Familia Claretiana que cuenta con los cuatro colegios entre los 100 mejores de España.
El 13 de abril de 1951 fue declarado por el papa Pío XII copatrono de la diócesis de Canarias. El obispo Pildain dio lectura del Breve Apostólico del copatronazgo en la Catedral de Santa Ana el 13 de mayo de 1952.
Está considerado patrón de la industria textil española, de los inventores y de las cajas de ahorro.
La Conferencia de Obispos Católicos de Cuba, en su Asamblea 41, celebrada los días 20 y 21 de mayo de 1980, lo declaró como patrón de la catequesis en Cuba.